# Болница Амброаз Паре
Болница Амброаз Паре (фр. Hôpital Ambroise-Paré) једна је од многобројних јавних здравствених установа Париза у систему Assistance publique - Hôpitaux de Paris.
Комбинујући бројне специјализоване активности посебно у хитним стањим код одраслих и деце, болница пружа негу у ортопедској хирургији, онкологији (дерматологија, карциноми органа за варење, пнеумологија, онкогеријатрија) и другим специјализованим медицинским дисциплинама.

## Назив
Болница је названа по Амброазу Пареу (1510 — 1590) француском лекару, анатому, хирургу, иноватору, једном од пионира хирургије, који је до своје тринаесте године био неписмен и коме су касније забрањиване и спаљиване књиге.
Паре се често сматра оцем модерне хирургије. Изумитељ многих инструмената, и учесник у унапређењу и ширењу нове врсте технике каутеризације. Широка употреба ватреног оружја суочила је хирурге са ранама нове врсте, које су каутеризоване врелим гвожђем или кипућим уљем уз ризик да убију повређену особу. Амброаз Паре уклања овај ризик и развија нову методу подвезивање артерија, којом замењује каутеризацију, код ампутација.
Он је аутор бројних објављених научних радова, иницијатор увођења артеријске лигатуре крвних судова у лечењу рана и лични лекар  француских краљева; Анрија II, Франсоа II, Шарла IX и Анрија III. У историји медицине остао је запамћен као један од лекара који је дао велики допринос развоју европске медицине.

## Положај и размештај
Болница Амброаз Паре се налази у Булоњ Бијанкуру (франц. Boulogne-Billancourt) насељеном месту у Француској у Париском региону, у департману Горња Сена.
У саставу болница налазе се четири референтна центра специјализована за:
- клиничку исхрану,
- инфекције костију и зглобова,
- ретке болести и
- онкодерматологију.

## Историја
Болница Амброаз Паре је основана 1923. године, након што је 1921. године Assistance Publique  уз финансијску помоћ париске општине купио санаторијум доктора Пола Солиера, смештен између Сене и улице Цастеја, тада познатог здравственог центра, помало приземног, у коме је био домаћин Марсел Пруст. 
Иницијативу за оснивање болнице почев од 1919. године спровели су Assistance publique - Hôpitaux de Paris, градоначелници општина Булоњ и Сурен, париског медицинског факултета, града Париза и департмана Сена који су купили у Булоњ Бијанкуру старачки дом како би био претворен у општу болницу. Када сје предлог прихваћен извршена је куповина дома, субвенцијама поменутих партнера и омогућено извођење планираних радова од лета 1922. године.  
Болница у Булоњу која је отварена  1. новембра 1923. године имала је 250 кревета, а скоро 308  кревета у 1940. години. 
Указом о додели назива 18. марта 1924. године болница је добила име француског лекара Амброаза Пареа.(fr. Hôpital Ambroise-Paré).
Током бомбардовања Париза у Другом светском рату, 3. марта 1942. године, установа је оштећена. Одмах следећег дана евакуисана је у париску клинику у улици Буелу (rue Boileau), која је претходно реквирирана за ову намену. Новооснована болница под именом Привремена болница Амброаз-Паре - Буалу болница у Булоњу потпуно је уништену после другог бомбардовања које се догодило 4. априла 1942. године.
Већ 1943. године надлежна администрација Париза је одлучила да обнови болницу у Булоњу. Разговори око плана обнове окончани су скоро двадесет година касније, када је Assistance Publique 7. фебруара 1962. године стекао законско право на ново земљиште. 
Радови који су започети у децембру 1965. године под управом архитеката  Théodon, Lemaresquier и Lebret-а, завршени су 1969. године. Нова болница Амброаз Паре отворена је за јавност 1969. године. Болница је те године имала 675 кревета а 1998. године 537 кревета.
Године 2007. болница је потпуно реконструисана. Дограђено је одељење висцералне хирургије, на појединим одељењима је повећан број постеља, а болница је том приликом добила и нову савремену опрему.

## Организација
Болница Амброаз Паре данас  располааже са 497 кревета (171 на хирургији и 326 на медицини).
У болници је запослено 1.922 радника (431 медицинске и 1.492 немедицинске струке), који годишње хоспитализују око 56.000 пацијената.
Након што је болница Амброаз Паре престала да ради као војна болница, она од тада постаје једна од технички најнапреднијих болницама главног града Француске. Конкретно, болница Амброаз Паре је међу првима по примени роботски у оперативним захватима (што је утицало на значајно побољшање квалитета  хируршког лечења, пре свега рака простате и неких других болести).
Приоритетне делатности болнице су:
- ангиологија
- кардиологија
- операције срца
- интерне медицине
- гастроентерологија
- хепатологија
- пулмологија
- онкохематологија
- абдоминална хирургија
- ортопедска хирургија
- интензивно лечење
- трауматологија
- дерматологија
- дијабетолошка ендокринологија
- нефрологије
- офталмологија
- педијатрија
- реуматологија
- геријатрија

Болница је партнер Универзитета Université de Versailles-Saint-Quentin-en-Yvelines у онкологији и онкохематологији.